# أوليكسي ايفانوف
أوليكسي ايفانوف (بالأوكرانية: Олексій Володимирович Іванов) هو لاعب كرة قدم أوكراني في مركز الوسط، ولد في 9 يناير 1978 في باخموت في أوكرانيا. شارك مع منتخب أوكرانيا لكرة القدم. أما مع النوادي، فقد لعب مع أرسنال كييف ونادي أوليكساندريا ونادي تافريا سيمفروبول ونادي كارباتي لفيف.

## وصلات خارجية
- أوليكسي ايفانوف على موقع اتحاد أوكرانيا (الإنجليزية)
- أوليكسي ايفانوف على موقع قاعدة بيانات كرة القدم.إي يو (الإنجليزية)
- أوليكسي ايفانوف على موقع ناشيونال فوتبول تيمز (الإنجليزية)
- أوليكسي ايفانوف على موقع Soccerway.com (الإنجليزية)